# Линдси, Энтони, 30-й граф Кроуфорд
Энтони Линдси (англ. Anthony Lindsay; родился 24 ноября 1958) — британский аристократ, 30-й граф Кроуфорд и 13-й граф Балкаррес с 2023 года.

## Биография
Энтони Линдси принадлежит к знатному англо-шотландскому роду, известному с XI века и владевшему баронией Кроуфорд на юге Ланаркшира. Он родился в 1958 году в семье Роберта Линдси, 29-го графа Кроуфорда и 1-го графа Балкарреса, и Рут Беатрис Мейер-Бехтлер. Получил образование в Итонском колледже и Эдинбургском университете, позже занялся банковским бизнесом. В 2023 году, после смерти отца, Линдси унаследовал семейные владения и титулы; титул графа Кроуфорда считается одним из старейших в Великобритании. На коронации Карла III и Камиллы Линдси выполнял обязанности заместителя великого стюарда Шотландии.
Граф женат с 1989 года на Никола Бикет, дочери капитана Энтони Бикета. В этом браке родились:
- Александр, мастер Кроуфорд (1991—2023), барон Балниель с 2023[8][9];
- Джеймс (1992)[8][10];
- Кэтрин (1996)[8][11];
- Изабель (2001)[8][12].